# ArmScript
ArmScript est un langage de programmation interprété qui repose sur des commandes. Il a été créé en novembre 2005.
Il reprend les bases des autres langages (variables, etc.) mais tout le langage repose sur des fonctions prédéfinies, qui prennent des arguments qui peuvent être des variables ou des flags. Un nouveau système d'arguments, les surplus, rendent le code source plus compréhensible en plusieurs points.
Actuellement, le langage permet :
- des fonctions de gestion des entrées/sorties sur la sortie standard (console) et les fichiers (affichage, lecture, écriture, etc.),
- des fonctions de date (stockage puis affichage, etc.),
- des fonctions de création / affectation / destructions de variables,
- quelques fonctions système Linux,
- des structures conditionnelles.

L'interpréteur normalisé s'appelle arm.
À long terme, ArmScript serait le langage principal du système d'exploitation hypnOS.